# Matthew Sato
Pour les articles homonymes, voir Sato.
Matthew Keoni Sato, né le 19 avril 2001 à Mililani (Hawaii), est un acteur et chanteur américain. Il est notamment connu pour ses rôles dans Chicken Girls, Save Me et Docteure Doogie.

## Filmographie

### Cinéma
- 2019 : Intern-in-Chief : Robby

### Télévision
- 2015 : Hawaii 5-0 : un garçon
- 2018–2020 : Chicken Girls : Robby (33 épisodes)
- 2020 : Solve : Alex
- 2020 : Save Me : Jason (10 épisodes)
- 2020–2021 : Side Hustle : Un job à tout prix : Spenders (7 épisodes)
- 2021 : Chad : Evan Baxter
- 2021-2023 : Docteur Doogie : Kai Kamealoha (20 épisodes)
- 2021 : Sauvés par le gong : Gil Vatooley (8 épisodes)[2]
- 2022 : NCIS : Enquêtes spéciales : Zack Taylor
- 2023 : Grown-ish : Brandon (Saison 5)
- 2023 : High School Musical : La Comédie musicale, la série: Mack Alana (7 épisodes)